# 崔龍洙
崔 龍洙（チェ・ヨンス、최용수 1973年9月10日-）は、大韓民国・釜山広域市出身の元サッカー選手、サッカー指導者。韓国ではトクスリ（독수리、ハゲワシ）の愛称で呼ばれている。

## 経歴
安養LG時代には、アジア人選手最高額の約6億円で当時プレミアリーグ所属のウエストハムへの移籍が進んでいたが、本契約の段階で仲介人とのトラブルにより破談になった。韓国代表として1998年のワールドカップ・フランス大会最終予選では、初戦のカザフスタン戦でハットトリックを記録するなど、7得点を挙げた。本大会では2試合に、2002年のワールドカップ・日韓大会で1試合に出場した。
現役韓国代表FWとして2001年にジェフユナイテッド市原に加入。3月31日の柏レイソル戦でJリーグ初出場、初ゴール。入団初年度に21得点を挙げた。2002年9月14日の名古屋グランパス戦でのゴールはJリーグ8000点目のメモリアルゴールとなった。同年はチーム最多の16ゴール、3年目は4月26日の横浜F・マリノス戦、4月29日の京都パープルサンガ戦と2試合連続でハットトリックを決めた。左サイドの村井慎二とのホットラインは市原の名物ともなっていた。
2004年には当時J2だった京都パープルサンガに移籍、33試合20ゴールを決めた。2005年にはジュビロ磐田に移籍したが、度重なる怪我のためレギュラーを獲得できず1ゴールを挙げたのみに終わった。J1通算88試合55ゴール、J2では33試合20ゴールの成績を残した。
2006年に韓国に戻り、Kリーグ・FCソウルで選手兼任コーチとしてプレーした。2006年8月5日のFC東京との親善試合を最後に現役を引退。引退後、FCソウルコーチに就任。2011年4月にリーグ戦での不振から皇甫官監督が辞任する事態となり、監督代行に就任。同年12月に正式に監督となった。
2016年7月に中国スーパーリーグ江蘇蘇寧足球倶楽部の監督に就任。
2018年10月11日、FCソウルの監督に就任。
2021年11月16日、Kリーグ1で11位に沈み降格の危機に瀕する江原FCの第9代監督に就任。入れ替えプレーオフで大田ハナシチズンを下してKリーグ1残留を決め、翌2022年シーズンはクラブ史上最高順位タイの6位に導いた。しかし2023年シーズンは一転して成績が振るわず、6月15日、江原FCは崔龍洙監督の解任と尹晶煥の監督就任を発表した。

## 人物・エピソード
- ユース時代の日本戦で試合後に日本ベンチにボールを蹴りこんだことがある。1993年ワールドユースオーストラリア大会アジア最終予選(兼AFC U-19選手権)が1992年9月からUAEで開催され、出場権を懸け西野朗監督率いるU-19日本とU-19韓国が準決勝で対戦した（当時のU-20W杯のアジアの出場枠は2）。試合は終了8分前の韓国チョウ・ヒュンのゴールで韓国が2-1で勝利し出場を決めたが、終了後、静まり返った日本ベンチにボールを蹴りこんで日本を挑発し、マスコミにも大きく注目された。[要出典]
- 1997年、韓国代表としてフランスW杯アジア予選出場時、試合前の国歌吹奏（または斉唱）を他のチームメイトは胸に手を置きながら聴いていたのに対し、崔はただ1人、敬礼しながら聴いていた（当時兵役中の身で、韓国国軍のチーム「尚武」に所属していた）。
- Jリーグにやってきた頃は、日本人選手たちからは「パスが来なくて練習にならなかったし、ユースの子は挨拶もしなかった。古参はそれを見て楽しんでいたよ」「ゴールを入れて実力を見せたら、私を認めてくれて親しくなった」などと述べており、韓国では「若い選手が、チェ・ヨンスの家まで訪ねて洗車したり、180度態度が変わった。日本人選手たちのなかで実力を見せつけ、“ボス”の座に駆け上がったのだ」と報じられている[11]。
- 崔は日本サッカーに関して「Jリーグは前線よりも中盤に重点を置いているため、よいFWが育ちにくい環境にある。鈴木も玉田も柳沢も自分から点を取るタイプではないだろう。本物のストライカーと呼べるのは高原とゴン中山さんくらいだろう」「特にゴン中山さんのあのプロ魂には感服する、だから40を過ぎてもまだサッカーを続けていられるんだ。若いカレンや前田はゴン中山さんを見習えばもっと成長する」とコメントしている[要出典]。

## 所属クラブ
ユース経歴
- （年度不明） -  釜山東来高校
- （年度不明） -  延世大学校

プロ経歴
- 1994年-2000年  LGチータース / 安養LGチータース
  - 1997年-1998年  尚武
- 2001年-2004年  ジェフユナイテッド市原
  - 2004年  京都パープルサンガ (期限付き移籍)
- 2005年  ジュビロ磐田
- 2006年 - 同年8月  FCソウルプレイングマネージャー

## 個人成績
| 国内大会個人成績 | 国内大会個人成績 | 国内大会個人成績 | 国内大会個人成績 | 国内大会個人成績 | 国内大会個人成績 | 国内大会個人成績 | 国内大会個人成績 | 国内大会個人成績 | 国内大会個人成績 | 国内大会個人成績 | 国内大会個人成績 |
| 年度             | クラブ           | 背番号           | リーグ           | リーグ戦         | リーグ戦         | リーグ杯         | リーグ杯         | オープン杯       | オープン杯       | 期間通算         | 期間通算         |
| 年度             | クラブ           | 背番号           | リーグ           | 出場             | 得点             | 出場             | 得点             | 出場             | 得点             | 出場             | 得点             |
| 韓国             | 韓国             | 韓国             | 韓国             | リーグ戦         | リーグ戦         | リーグ杯         | リーグ杯         | FA杯             | FA杯             | 期間通算         | 期間通算         |
| ---------------- | ---------------- | ---------------- | ---------------- | ---------------- | ---------------- | ---------------- | ---------------- | ---------------- | ---------------- | ---------------- | ---------------- |
| 1994             | LGチータース     |                  | Kリーグ          | 29               | 9                | 6                | 1                | -                | -                | 35               | 10               |
| 1995             | LGチータース     |                  | Kリーグ          | 21               | 9                | 7                | 2                | -                | -                | 28               | 11               |
| 1996             | 安養LG           |                  | Kリーグ          | 16               | 4                | 6                | 1                |                  |                  |                  |                  |
| 1997             | 尚武             |                  | K2リーグ         |                  |                  |                  |                  |                  |                  |                  |                  |
| 1998             | 尚武             |                  | K2リーグ         |                  |                  |                  |                  |                  |                  |                  |                  |
| 1999             | 安養LG           |                  | Kリーグ          | 20               | 12               | 7                | 2                | 3                | 5                | 30               | 19               |
| 2000             | 安養LG           |                  | Kリーグ          | 25               | 10               | 9                | 4                |                  |                  |                  |                  |
| 日本             | 日本             | 日本             | 日本             | リーグ戦         | リーグ戦         | リーグ杯         | リーグ杯         | 天皇杯           | 天皇杯           | 期間通算         | 期間通算         |
| 2001             | 市原             | 10               | J1               | 26               | 21               | 5                | 2                | 3                | 4                | 34               | 28               |
| 2002             | 市原             | 10               | J1               | 23               | 16               | 1                | 0                | 4                | 3                | 28               | 19               |
| 2003             | 市原             | 10               | J1               | 24               | 17               | 2                | 0                | 0                | 0                | 26               | 17               |
| 2004             | 京都             | 21               | J2               | 33               | 20               | -                | -                | 1                | 0                | 34               | 20               |
| 2005             | 磐田             | 16               | J1               | 15               | 1                | 1                | 0                | 0                | 0                | 16               | 1                |
| 韓国             | 韓国             | 韓国             | 韓国             | リーグ戦         | リーグ戦         | リーグ杯         | リーグ杯         | FA杯             | FA杯             | 期間通算         | 期間通算         |
| 2006             | ソウル           | 11               | Kリーグ          | 2                | 0                | 0                | 0                | 0                | 0                | 2                | 0                |
| 通算             | 韓国             | 韓国             | Kリーグ          | 113              | 44               | 35               | 10               |                  |                  |                  |                  |
| 通算             | 韓国             | 韓国             | K2リーグ         | 45               | 22               |                  |                  |                  |                  |                  |                  |
| 通算             | 日本             | 日本             | J1               | 88               | 55               | 9                | 2                | 7                | 7                | 104              | 64               |
| 通算             | 日本             | 日本             | J2               | 33               | 20               | -                | -                | 1                | 0                | 34               | 20               |
| 総通算           |                  |                  |                  |                  |                  |                  |                  |                  |                  |                  |                  |

| 国際大会個人成績 | 国際大会個人成績 | 国際大会個人成績 | 国際大会個人成績 | 国際大会個人成績 |
| 年度             | クラブ           | 背番号           | 出場             | 得点             |
| AFC              | AFC              | AFC              | ACL              | ACL              |
| ---------------- | ---------------- | ---------------- | ---------------- | ---------------- |
| 2005年           | 磐田             | 16               | 4                | 2                |
| 通算             | AFC              | AFC              | 4                | 2                |

## 代表歴
- 国際Aマッチ 70試合27得点 (1995年-2003年)
- 1995年2月19日 - A代表初出場 - 中国代表戦

### 出場大会
- U-22、U-23韓国代表 (1995年-1996年)
  - 1996年 - アトランタオリンピック (グループリーグ敗退)
- 韓国代表
  - 1998年 - FIFAワールドカップ (グループリーグ敗退)
  - 2002年 - FIFAワールドカップ (4位)

### 試合数
- 国際Aマッチ 70試合 27得点（1995年-2003年）[12]

| 韓国代表 | 国際Aマッチ | 国際Aマッチ |
| 年       | 出場        | 得点        |
| -------- | ----------- | ----------- |
| 1995     | 4           | 0           |
| 1996     | 0           | 0           |
| 1997     | 15          | 11          |
| 1998     | 26          | 14          |
| 1999     | 0           | 0           |
| 2000     | 5           | 0           |
| 2001     | 6           | 2           |
| 2002     | 8           | 0           |
| 2003     | 6           | 0           |
| 通算     | 70          | 27          |

## 指導歴
- 2006年 - 2011年4月  FCソウル コーチ
- 2011年4月 - 2011年12月  FCソウル 監督代行
- 2011年12月 - 2016年6月  FCソウル 監督
- 2016年7月 -  2017年6月  江蘇蘇寧足球倶楽部 監督
- 2018年10月 - 2020年7月  FCソウル 監督
- 2021年11月 -  江原FC

## タイトル

### 選手時代
安養LGチータース
- Kリーグ1:1回（2000）
- 韓国リーグカップ:1回（2006）

韓国代表
- 東アジアサッカー選手権:1回（2003）
- Kリーグ新人王（1994）
- AFCオールスターイレブン:1回（1997）
- 韓国FAカップ得点王:1回（1999）
- Kリーグ1MVP:1回（2000）
- Kリーグ1ベストイレブン:1回（2000）

### 指導者時代
FCソウル
- Kリーグ1:1回（2012）
- 韓国FAカップ:1回（2015）

個人
- Kリーグ1年間最優秀監督:1回（2012）
- アジア年間最優秀監督:1回（2013）
- 韓国FAカップ最優秀監督:1回（2015）